# Geroy Simon
Pour les articles homonymes, voir Simon (patronyme).
(en) Statistiques sur statscrew
Geroy Simon, né le 11 septembre 1975, est un joueur américain de football canadien qui a évolué aux positions de demi inséré (slotback en Europe) et de receveur éloigné (wide receiver). Il a joué quinze saisons dans la Ligue canadienne de football (LCF), dont douze pour les Lions de la Colombie-Britannique. Il a remporté la coupe Grey en 2006, 2011 et 2013, et a été choisi joueur par excellence de la ligue en 2006. Il détient (en date de 2023) le record de tous les temps pour le nombre de verges gagnées par la passe dans la LCF avec 16 352.
Il est depuis 2022 adjoint du directeur-général des Elks d'Edmonton.

## Biographie

### Carrière scolaire et universitaire
Geroy Simon nait à Johnstown (Pennsylvanie). Il fréquente la Greater Johnstown High School (en) de sa ville natale. Étudiant à l'Université du Maryland de College Park au Maryland, il s'aligne avec le club de football américain des Terrapins avec lequel il brille, finissant second de l'histoire du club pour le nombre de passes reçues (185), et premier pour le nombre de passes reçues en une saison (77).

### Carrière professionnelle

#### National Football League
Bien que non réclamé à la draft 1997 de la NFL, Simon signe un contrat avec les Bengals de Cincinnati, mais est libéré lors du camp d'entraînement. Il signe alors avec les Steelers de Pittsburgh mais ne participe à aucun match. En décembre il passe aux Buccaneers de Tampa Bay et fait partie de l'équipe d'entraînement durant la saison 1998.

#### Ligue canadienne de football
En mars 1999 Simon est engagé par les Blue Bombers de Winnipeg de la Ligue canadienne de football avec lesquels il joue deux saisons.
En octobre 2001 il signe avec les Lions de la Colombie-Britannique après un essai infructueux avec les Chiefs de Kansas City de la NFL. Il ne joue que six matchs en 2001, joue bien en 2002, mais c'est en 2003 qu'il s'impose comme le meilleur receveur de passes des Lions, et un des meilleurs de la ligue. Il est cette année-là nommé pour la première fois sur l'équipe d'étoiles de la ligue, honneur qu'il récoltera cinq autres fois dans sa carrière. Il cumule les bonnes saisons, dominant la LCF pour les verges gagnées par la passe en 2004, 2006 et 2007. 2006 est la meilleure saison de Simon, car il réalise ses sommets personnels en termes de nombre de passes captées (105), nombre de verges gagnées (1 856) et touchés marqués (15), en plus d'être choisi joueur par excellence de la ligue et de remporter la coupe Grey.
Cependant, à la fin de la saison 2012, Simon, à 37 ans, est un des joueurs les plus âgés des Lions et il est inévitable que sa carrière approche de sa fin. Le 24 janvier 2013, il est échangé aux Roughriders de la Saskatchewan avec lesquels il joue une dernière saison. Il couronne sa carrière avec une troisième coupe Grey, marquant deux touchés dans la foulée, ses premiers lors d'une grande finale nationale,. Il annonce sa retraite en juin 2014.
Geroy Simon détient (en date de 2023) le record de tous les temps pour le nombre de verges gagnées par la passe dans la LCF avec 16 352.

### Carrière subséquente
Geroy Simon passe sept ans dans l'organisation des Lions de la Colombie-Britannique, en particulier à titre de dépisteur. En 2022 les Elks d'Edmonton l'engagent comme adjoint au directeur-général.

## Trophées et honneurs
- Joueur par excellence de la Ligue canadienne de football : 2006
- Équipe d'étoiles de la Ligue canadienne de football : 2003, 2004, 2006, 2007, 2008, 2011
- Équipe d'étoiles de la division Ouest de la LCF : 2003, 2004, 2006-2009, 2011
- Intronisé au Temple de la renommée des sports de la Colombie-Britannique : 2017[1]
- Intronisé au Temple de la renommée du football canadien en 2017.